# Bukovci
Bukovci ist das größte Dorf der Gemeinde Markovci und liegt im Nordosten Sloweniens zwischen Ptuj (deutsch Pettau) und der kroatischen Grenze Richtung Varaždin. Der Landstrich trägt den Namen „Pettauer Feld“ (slowenisch Ptujsko polje) und ist durch fruchtbare Böden gekennzeichnet. Das Dorf wurde erstmals 1322 erwähnt und hat heute nicht ganz 1000 Einwohner.
Der Name des Ortes ist vom slowenischen Wort für „Buchen“ (slowenisch bukev für Buche) abgeleitet. Daher auch der deutsche Name Buchdorf (verkürzt von Buchendorf). Ob die deutsche Bezeichnung für den slowenischen Namen maßgebend war oder umgekehrt, ist nicht klar.
Das Dorf ist in neun Ortsteile gegliedert:
- Zgorji Kunec (wörtlich: Oberkaninchen)
- Zentrum (= Dorf Bukovci)
- Spodji Kunec (wörtlich: Unterkaninchen)
- Nuvi Jork
- Kolamerce
- Siget
- Hujkarji
- Vopošnica
- Lünovci

## Einwohnerentwicklung
| Bevölkerungsentwicklung | Bevölkerungsentwicklung | Bevölkerungsentwicklung | Bevölkerungsentwicklung | Bevölkerungsentwicklung | Bevölkerungsentwicklung |
| ----------------------- | ----------------------- | ----------------------- | ----------------------- | ----------------------- | ----------------------- |
| 1981                    | 1991                    | 2002                    | 2006                    | 2011                    | 2016                    |
| 915                     | 903                     | 952                     | 997                     | 973                     | 996                     |

## Geschichte
Das Gebiet gehörte im 13. Jahrhundert zum Erzbistum Salzburg und wurde durch die Ministralen der Herren von Pettau verwaltet. 1322 wird zum ersten Mal im Salzburger Urbar des Fürstbischofs Friedrich III. von Leibnitz Buchdorf als Besitz des Bischofs erwähnt. Damals lebten 35 Familien in dem Dorf.
Die Gegend wurde durch mehrere Türkeneinfälle zwischen 1472 und 1532 geplündert und entvölkert, fast die Hälfte der Bevölkerung kam ums Leben.
1803 kam das Gebiet zum Herzogtum Steiermark. Bei der Bildung der Gemeinden im Kaiserreich Österreich 1824 wurde Bukovci eine eigene Katastralgemeinde im Bezirk Pettau. Erst 1937 wurde die Gemeinde aufgelöst und der größte Teil des Gebietes mit dem Dorf Bukovci der Gemeinde Markovci angegliedert.
Nach dem Ersten Weltkrieg gab es keine deutschsprechenden Bewohner mehr in der Gemeinde.
Im östlichen Teil des Dorfes befinden sich Bauernhäuser aus dem 19. Jahrhundert, die Teil des nationalen Kulturerbes sind.